# Roundup (Montana)
Roundup város az USA Montana államában, Musselshell megyében, melynek megyeszékhelye is. Lakosainak száma 1742 fő (2020. április 1.).

## Népesség
A település népességének változása:

| 2010 | 1 788 |
| 2020 | 1 742 |